# اوباما، فوکوئی
اوباما در استان فوکوئی در کشور ژاپن واقع شده‌است که دارای جمعیت ۳۱٬۴۸۶ نفر و مساحت ۲۳۲٫۸۶ کیلومتر مربع با تراکم جمعیت ۱۳۵ نفر در کیلومترمربع است و در تاریخ ۳۰ مارس ۱۹۵۱ به عنوان شهر شناخته شد.